# Bóng đá tại Thế vận hội Mùa hè 1996 – Giải đấu Nữ
Thế vận hội Mùa hè 1996 — tổ chức tại Atlanta, Georgia, Hoa Kỳ — đánh dấu lần đầu tiên phụ nữ tham gia môn bóng đá. Giải đấu quy tụ 8 đội tuyển quốc gia nữ từ bốn liên đoàn châu lục. 8 đội chia làm hai bảng thi đấu theo thể thức vòng tròn (diễn ra tại Miami, Orlando, Birmingham và Washington, D.C.). Sau khi kết thúc vòng bảng, hai đội đứng đầu mỗi bảng tiến vào vòng bán kết để chọn ra hai đội thi đấu trận tranh huy chương vàng vào ngày 1 tháng 8 năm 1996.

## Các vận động viên giành huy chương
| Vàng:  | Bạc:       | Đồng: |
| Hoa Kỳ | Trung Quốc | Na Uy |

| Vàng | Bạc | Đồng |
| Hoa Kỳ (USA)Michelle Akers · Brandi Chastain · Joy Fawcett · Julie Foudy · Carin Gabarra · Mia Hamm · Mary Harvey · Kristine Lilly · Shannon MacMillan · Tiffeny Milbrett · Carla Overbeck · Cindy Parlow · Tiffany Roberts · Briana Scurry · Tisha Venturini · Staci Wilson | Trung Quốc (CHN)Cao Hồng · Chung Hồng Liên · Lưu Ái Linh · Lưu Anh · Ôn Lợi Dung · Phạm Vận Kiệt · Tạ Huệ Lâm · Thi Quế Hồng · Thủy Khánh Hà · Tôn Khánh Mai · Tôn Văn · Trần Ngọc Phong · Triệu Lợi Hồng · Vi Hải Anh · Vu Hồng Kỳ · Vương Lệ Bình | Na Uy (NOR)Ann Kristin Aarønes · Agnete Carlsen · Gro Espeseth · Tone Gunn Frustøl · Tone Haugen · Linda Medalen · Merete Myklebust · Bente Nordby · Anne Nymark Andersen · Nina Nymark Andersen · Marianne Pettersen · Hege Riise · Brit Sandaune · Reidun Seth · Heidi Støre · Tina Svensson · Trine Tangeraas · Kjersti Thun · Ingrid Sternhoff |

## Vòng loại
Do không có thời gian tổ chức một giải đấu vòng loại, 8 đội bóng xuất sắc nhất tại Giải vô địch bóng đá nữ thế giới 1995 được trao suất dự Thế vận hội (đồng nghĩa với việc không có đội tuyển nào của châu Phi và châu Đại Dương). Ngoại lệ duy nhất là Brasil thế chỗ của Anh (đội tuyển không thuộc Ủy ban Olympic Quốc tế).
| - Châu Á (AFC) - Trung Quốc - Nhật Bản - Nam Mỹ (CONMEBOL) - Brasil | - Châu Âu (UEFA) - Đan Mạch - Đức - Na Uy - Thụy Điển |

- Chủ nhà
  -  Hoa Kỳ

## Trọng tài nữ
| Bắc và Trung Mỹ - Sonia Denoncourt Nam Mỹ - Claudia Vasconcelos | Châu Âu - Ingrid Jonsson - Bente Skogvang |

## Vòng bảng

### Bảng E
| Hạng | Đội        | Tr | T | H | B | BT | BB | HS | Đ |  | Trung Quốc | Hoa Kỳ | Thụy Điển | Đan Mạch |
| ---- | ---------- | -- | - | - | - | -- | -- | -- | - |  | ---------- | ------ | --------- | -------- |
| 1.   | Trung Quốc | 3  | 2 | 1 | 0 | 7  | 1  | +6 | 7 |  | X          | 0:0    | 2:0       | 5:1      |
| 2.   | Hoa Kỳ     | 3  | 2 | 1 | 0 | 5  | 1  | +4 | 7 |  | 0:0        | X      | 2:1       | 3:0      |
| 3.   | Thụy Điển  | 3  | 1 | 0 | 2 | 4  | 5  | −1 | 3 |  | 0:2        | 1:2    | X         | 3:1      |
| 4.   | Đan Mạch   | 3  | 0 | 0 | 3 | 2  | 11 | −9 | 0 |  | 1:5        | 0:3    | 1:3       | X        |

#### Hoa Kỳ v Đan Mạch
| Hoa Kỳ | 3 — 0 (tỉ số cuối cùng sau 90 phút) | Đan Mạch |
| Huấn luyện viên: Tony DiCicco Đội hình: · 01 - TM - Briana Scurry · 06 - HV - Brandi Chastain · 04 - HV - Carla Overbeck · 14 - HV - Joy Fawcett · 13 - TV - Kristine Lilly · 11 - TV - Julie Foudy · 15 - TV - Tisha Venturini · 08 - TV - Shannon MacMillan · 09 - TĐ - Mia Hamm ra 75' · 10 - TĐ - Michelle Akers ra 62' · 16 - TĐ - Tiffeny Milbrett ra 66' Thay người: · 03 - TĐ - Cindy Parlow vào 62' · 05 - TV - Tiffany Roberts vào 66' 85' · 12 - TĐ - Carin Gabarra vào 75' Dự bị không dùng: · 02 - TM - Mary Harvey · 07 - HV - Staci Wilson Người ghi bàn: · 1–0 Tisha Venturini (37') · 2–0 Mia Hamm (41') · 3–0 Tiffeny Milbrett (49') | Hiệp 1: 2–0 Giải đấu: Thế vận hội (Vòng bảng) Ngày: Chủ nhật 21/7/1996 Bắt đầu lúc: 4 giờ chiều Địa điểm: Citrus Bowl, Orlando Khán giả: 25303 Trọng tài: Cláudia de Vasconcellos Trợ lý trọng tài: María Rodríguez Nelly Viennot Trọng tài thứ tư: Bente Skogvang Luật lệ: 90 phút Được đăng ký 5 dự bị Tối đa 3 lần thay người | Huấn luyện viên: Keld Gantzhorn Đội hình: · 01 - TM - Dorthe Larsen · 03 - HV - Bonny Madsen · 04 - HV - Kamma Flæng 78' · 12 - HV - Lene Terp · 05 - HV - Rikke Holm 85' · 06 - TV - Christina Petersen · 07 - TV - Birgit Christensen · 08 - TV - Lisbet Kolding (ĐT) ra 68' · 13 - TV - Anne Dot Eggers Nielsen · 10 - TĐ - Gitte Krogh ra 80' · 11 - TĐ - Lene Madsen ra 46' Thay người: · 09 - TĐ - Helle Jensen vào 46' · 02 - HV - Anette Laursen vào 68' · 15 - TĐ - Christine Bonde vào 80' Dự bị không dùng: · 14 - TV - Merete Pedersen · 16 - TM - Helle Bjerregaard Người ghi bàn: · - |

#### Thụy Điển v Trung Quốc
| Thụy Điển | 0 — 2 (tỉ số cuối cùng sau 90 phút) | Trung Quốc |
| Huấn luyện viên: Bengt Simonson Đội hình: · 01 - TM - Annelie Nilsson · 02 - HV - Cecilia Sandell · 03 - HV - Åsa Jakobsson ra 46' · 04 - HV - Annika Nessvold · 05 - HV - Kristin Bengtsson · 06 - TV - Anna Pohjanen 57' 60' · 07 - TV - Pia Sundhage · 08 - TV - Malin Swedberg 88' · 10 - TV - Ulrika Kalte ra 71' · 11 - TĐ - Lena Videkull · 14 - TĐ - Maria Kun ra 64' Thay người: · 13 - HV - Camilla Svensson-Gustafsson vào 46' · 09 - TV - Malin Andersson vào 64' · 16 - TĐ - Hanna Ljungberg vào 71' Dự bị không dùng: · 12 - TM - Ulrika Karlsson · 15 - TĐ - Julia Carlsson Người ghi bàn: · - | Hiệp 1: 0–2 Giải đấu: Thế vận hội (Vòng bảng) Ngày: Chủ nhật 21/7/1996 Bắt đầu lúc: 4 giờ chiều Địa điểm: Orange Bowl, Miami Khán giả: 46724 Trọng tài: Gamal Al-Ghandour Trợ lý trọng tài: Jeon Young-Hyun Carlos Velázquez Trọng tài thứ tư: Roberto Rubén Ruscio Luật lệ: 90 phút Được đăng ký 5 dự bị Tối đa 3 lần thay người | Huấn luyện viên: Mã Nguyên An Đội hình: · 16 - TM - Cao Hồng · 02 - HV - Vương Lệ Bình ra 65' · 03 - HV - Phạm Vận Kiệt · 05 - HV - Tạ Huệ Lâm · 12 - HV - Ôn Lợi Dung · 06 - TV - Triệu Lợi Hồng · 09 - TV - Tôn Văn · 10 - TV - Lưu Ái Linh · 15 - TV - Thi Quế Hồng ra 60' · 08 - TĐ - Thủy Khánh Hà ra 60' · 11 - TĐ - Tôn Khánh Mai Thay người: · 04 - HV - Vu Hồng Kỳ vào 60' 68' · 07 - TĐ - Vi Hải Anh vào 60' · 13 - TV - Lưu Anh vào 65' Dự bị không dùng: · 01 - TM - Chung Hồng Liên · 14 - TV - Trần Ngọc Phong Người ghi bàn: · 0–1 Thi Quế Hồng (31') · 0–2 Triệu Lợi Hồng (32') |

#### Hoa Kỳ v Thụy Điển
| Hoa Kỳ | 2 — 1 (tỉ số cuối cùng sau 90 phút) | Thụy Điển |
| Huấn luyện viên: Tony DiCicco Đội hình: 01 - TM - Briana Scurry 06 - HV - Brandi Chastain 04 - HV - Carla Overbeck 14 - HV - Joy Fawcett 13 - TV - Kristine Lilly 11 - TV - Julie Foudy 15 - TV - Tisha Venturini 08 - TV - Shannon MacMillan ra 89' 09 - TĐ - Mia Hamm ra 85' 10 - TĐ - Michelle Akers 16 - TĐ - Tiffeny Milbrett ra 58' Thay người: 05 - TV - Tiffany Roberts vào 58' 12 - TĐ - Carin Gabarra vào 85' 07 - HV - Staci Wilson vào 89' Dự bị không dùng: 02 - TM - Mary Harvey 03 - TĐ - Cindy Parlow Người ghi bàn: 1–0 Tisha Venturini (15') 2–0 Shannon MacMillan (62') | Hiệp 1: 1–0 Giải đấu: Thế vận hội (Vòng bảng) Ngày: Thứ ba 23/7/1996 Bắt đầu lúc: 6 giờ chiều Địa điểm: Citrus Bowl, Orlando Khán giả: 28000 Trọng tài: Bente Skogvang Trợ lý trọng tài: Dramane Dante María Rodríguez Trọng tài thứ tư: Cláudia de Vasconcellos Luật lệ: 90 phút Được đăng ký 5 dự bị Tối đa 3 lần thay người | Huấn luyện viên: Bengt Simonson Đội hình: · 01 - TM - Annelie Nilsson · 02 - HV - Cecilia Sandell ra 67' 59' · 13 - HV - Camilla Svensson-Gustafsson · 04 - HV - Annika Nessvold 87' · 05 - HV - Kristin Bengtsson · 09 - TV - Malin Andersson · 07 - TV - Pia Sundhage · 08 - TV - Malin Swedberg · 10 - TV - Ulrika Kalte ra 85' · 11 - TĐ - Lena Videkull · 15 - TĐ - Julia Carlsson ra 56' Thay người: · 16 - TĐ - Hanna Ljungberg vào 56' · 03 - HV - Åsa Jakobsson vào 67' · 14 - TĐ - Maria Kun vào 85' Dự bị không dùng: · 12 - TM - Ulrika Karlsson · ? Người ghi bàn: · 2–1 Carla Overbeck (64', pln) |

#### Đan Mạch v Trung Quốc
| Đan Mạch | 1 — 5 (tỉ số cuối cùng sau 90 phút) | Trung Quốc |
| Huấn luyện viên: Keld Gantzhorn Đội hình: 01 - TM - Dorthe Larsen 03 - HV - Bonny Madsen 04 - HV - Kamma Flæng 12 - HV - Lene Terp 05 - HV - Rikke Holm 06 - TV - Christina Petersen ra 84' 07 - TV - Birgit Christensen 08 - TV - Lisbet Kolding (ĐT) 15 - TĐ - Christine Bonde ra 42' 09 - TĐ - Helle Jensen ra 46' 10 - TĐ - Gitte Krogh Thay người: 11 - TĐ - Lene Madsen vào 42' 13 - TV - Anne Dot Eggers Nielsen vào 46' 02 - HV - Anette Laursen vào 84' Dự bị không dùng: 14 - TV - Merete Pedersen 16 - TM - Helle Bjerregaard Người ghi bàn: 1–4 Lene Madsen (55') | Hiệp 1: 0–4 Giải đấu: Thế vận hội (Vòng bảng) Ngày: Thứ ba 23/7/1996 Bắt đầu lúc: 6 giờ chiều Địa điểm: Orange Bowl, Miami Khán giả: 34871 Trọng tài: Benito Archundia Trợ lý trọng tài: Peter Kelly Amir Osman Mohamed Trọng tài thứ tư: Roberto Rubén Ruscio Luật lệ: 90 phút Được đăng ký 5 dự bị Tối đa 3 lần thay người | Huấn luyện viên: Mã Nguyên An Đội hình: 16 - TM - Cao Hồng 02 - HV - Vương Lệ Bình 03 - HV - Phạm Vận Kiệt 05 - HV - Tạ Huệ Lâm 12 - HV - Ôn Lợi Dung 06 - TV - Triệu Lợi Hồng 09 - TV - Tôn Văn ra 43' 10 - TV - Lưu Ái Linh ra 84' 15 - TV - Thi Quế Hồng 08 - TĐ - Thủy Khánh Hà 11 - TĐ - Tôn Khánh Mai ra 61' Thay người: 14 - TV - Trần Ngọc Phong vào 43' 13 - TV - Lưu Anh vào 61' 04 - HV - Vu Hồng Kỳ vào 84' Dự bị không dùng: 01 - TM - Chung Hồng Liên 07 - TĐ - Vi Hải Anh Người ghi bàn: 0–1 Thi Quế Hồng (10') 0–2 Lưu Ái Linh (15') 0–3 Tôn Khánh Mai (29') 0–4 Phạm Vận Kiệt (32') 1–5 Tôn Khánh Mai (59') |

#### Hoa Kỳ v Trung Quốc
| Hoa Kỳ | 0 — 0 (tỉ số cuối cùng sau 90 phút) | Trung Quốc |
| Huấn luyện viên: Tony DiCicco Đội hình: · 01 - TM - Briana Scurry · 06 - HV - Brandi Chastain · 04 - HV - Carla Overbeck · 14 - HV - Joy Fawcett · 13 - TV - Kristine Lilly 34' · 11 - TV - Julie Foudy · 15 - TV - Tisha Venturini ra 63' · 05 - TV - Tiffany Roberts · 08 - TV - Shannon MacMillan · 10 - TĐ - Michelle Akers · 16 - TĐ - Tiffeny Milbrett ra 30' Thay người: · 12 - TĐ - Carin Gabarra vào 30' · 03 - TĐ - Cindy Parlow vào 63' Dự bị không dùng: · 02 - TM - Mary Harvey · 07 - HV - Staci Wilson · 09 - TĐ - Mia Hamm Người ghi bàn: · - | Hiệp 1: 0–0 Giải đấu: Thế vận hội (Vòng bảng) Ngày: Thứ năm 25/7/1996 Bắt đầu lúc: 6 giờ rưỡi chiều Địa điểm: Orange Bowl, Miami Khán giả: 55650 Trọng tài: Pierluigi Collina Trợ lý trọng tài: Amir Osman Mohamed Carlos Velázquez Trọng tài thứ tư: Gamal Al-Ghandour Luật lệ: 90 phút Được đăng ký 5 dự bị Tối đa 3 lần thay người | Huấn luyện viên: Mã Nguyên An Đội hình: · 16 - TM - Cao Hồng 89' · 02 - HV - Vương Lệ Bình · 03 - HV - Phạm Vận Kiệt · 05 - HV - Tạ Huệ Lâm · 12 - HV - Ôn Lợi Dung · 06 - TV - Triệu Lợi Hồng 68' · 09 - TV - Tôn Văn · 10 - TV - Lưu Ái Linh 49' · 15 - TV - Thi Quế Hồng ra 88' · 08 - TĐ - Thủy Khánh Hà ra 53' · 11 - TĐ - Tôn Khánh Mai Thay người: · 14 - TV - Trần Ngọc Phong vào 53' · 07 - TĐ - Vi Hải Anh vào 88' Dự bị không dùng: · 01 - TM - Chung Hồng Liên · 04 - HV - Vu Hồng Kỳ · 13 - TV - Lưu Anh Người ghi bàn: · - |

#### Đan Mạch v Thụy Điển
| Đan Mạch | 1 — 3 (tỉ số cuối cùng sau 90 phút) | Thụy Điển |
| Huấn luyện viên: Keld Gantzhorn Đội hình: · 01 - TM - Dorthe Larsen · 02 - HV - Anette Laursen ra 46' · 03 - HV - Bonny Madsen · 04 - HV - Kamma Flæng · 12 - HV - Lene Terp · 05 - HV - Rikke Holm (ĐT) · 06 - TV - Christina Petersen ra 69' · 07 - TV - Birgit Christensen · 13 - TV - Anne Dot Eggers Nielsen · 10 - TĐ - Gitte Krogh 36' · 11 - TĐ - Lene Madsen Thay người: · 09 - TĐ - Helle Jensen vào 46' · 14 - TV - Merete Pedersen vào 69' Dự bị không dùng: · 08 - TV - Lisbet Kolding · 15 - TĐ - Christine Bonde · 16 - TM - Helle Bjerregaard Người ghi bàn: · 1–3 Helle Jensen (90') | Hiệp 1: 0–0 Giải đấu: Thế vận hội (Vòng bảng) Ngày: Thứ năm 25/7/1996 Bắt đầu lúc: 6 giờ rưỡi chiều Địa điểm: Citrus Bowl, Orlando Khán giả: 17020 Trọng tài: Cláudia de Vasconcellos Trợ lý trọng tài: Nelly Viennot María Rodríguez Trọng tài thứ tư: Bente Skogvang Luật lệ: 90 phút Được đăng ký 5 dự bị Tối đa 3 lần thay người | Huấn luyện viên: Bengt Simonson Đội hình: 01 - TM - Annelie Nilsson ra 31' 02 - HV - Cecilia Sandell ra 27' 13 - HV - Camilla Svensson-Gustafsson 04 - HV - Annika Nessvold 05 - HV - Kristin Bengtsson 06 - TV - Anna Pohjanen 07 - TV - Pia Sundhage 08 - TV - Malin Swedberg 09 - TV - Malin Andersson 10 - TV - Ulrika Kalte ra 84' 11 - TĐ - Lena Videkull Thay người: 03 - HV - Åsa Jakobsson vào 27' 12 - TM - Ulrika Karlsson vào 31' 14 - TĐ - Maria Kun vào 84' Dự bị không dùng: 15 - TĐ - Julia Carlsson 16 - TĐ - Hanna Ljungberg Người ghi bàn: 0–1 Malin Swedberg (62') 0–2 Malin Swedberg (68') 0–3 Lena Videkull (76') |

### Bảng F
| Hạng | Đội tuyển | Tr | T | H | B | BT | BB | HS | Đ |  | Na Uy | Brasil | Đức | Nhật Bản |
| ---- | --------- | -- | - | - | - | -- | -- | -- | - |  | ----- | ------ | --- | -------- |
| 1.   | Na Uy     | 3  | 2 | 1 | 0 | 9  | 4  | +5 | 7 |  | X     | 2:2    | 3:2 | 4:0      |
| 2.   | Brasil    | 3  | 1 | 2 | 0 | 5  | 3  | +2 | 5 |  | 2:2   | X      | 1:1 | 2:0      |
| 3.   | Đức       | 3  | 1 | 1 | 1 | 6  | 6  | 0  | 4 |  | 2:3   | 1:1    | X   | 3:2      |
| 4.   | Nhật Bản  | 3  | 0 | 0 | 3 | 2  | 9  | −7 | 0 |  | 0:4   | 0:2    | 2:3 | X        |

#### Na Uy v Brasil
| Na Uy | 2 — 2 (tỉ số cuối cùng sau 90 phút) | Brasil |
| Huấn luyện viên: Even Pellerud Đội hình: · 01 - TM - Bente Nordby 44' · 02 - HV - Agnete Carlsen · 03 - HV - Gro Espeseth 67' · 04 - HV - Nina Nymark Andersen · 05 - HV - Merete Myklebust · 06 - TV - Hege Riise · 08 - TV - Heidi Støre ra 31' · 14 - TV - Tone Haugen ra 76' · 16 - TĐ - Ann Kristin Aarønes · 10 - TĐ - Linda Medalen 72' · 07 - TĐ - Anne Nymark Andersen Thay người: · 11 - TĐ - Brit Sandaune vào 31' · 13 - HV - Tina Svensson vào 76' Dự bị không dùng: · 09 - TĐ - Marianne Pettersen · 12 - TM - Reidun Seth · 15 - TV - Trine Tangeraas Người ghi bàn: · 1–0 Linda Medalen (32') · 2–1 Ann Kristin Aarønes (68') | Hiệp 1: 1–0 Giải đấu: Thế vận hội (Vòng bảng) Ngày: Chủ nhật 21/7/1996 Bắt đầu lúc: 3 giờ chiều Địa điểm: Sân vận động RFK, Washington, D.C. Khán giả: 45946 Trọng tài: José García Aranda Trợ lý trọng tài: Lencie Fred Mohamed Al-Musawi Trọng tài thứ tư: Omer Al Mehannah Luật lệ: 90 phút Được đăng ký 5 dự bị Tối đa 3 lần thay người | Huấn luyện viên: José Duarte Đội hình: 01 - TM - Meg 02 - HV - Nenê ra 85' 06 - HV - Elane 16 - HV - Sônia ra 83' 04 - TV - Fanta 05 - TV - Márcia Taffarel 08 - TV - Formiga 10 - TV - Sissi 07 - TĐ - Pretinha ra 86' 11 - TĐ - Roseli 14 - TĐ - Tânia Maranhão Thay người: 19 - TV - Kátia Cilene vào 83' 13 - HV - Marisa vào 85' 09 - TĐ - Michael Jackson vào 86' Dự bị không dùng: 03 - HV - Suzy 12 - TM - Didi Người ghi bàn: 1–1 Pretinha (57') 2–2 Pretinha (89') |

#### Đức v Nhật Bản
| Đức | 3 — 2 (tỉ số cuối cùng sau 90 phút) | Nhật Bản |
| Huấn luyện viên: Gero Bisanz Đội hình: · 01 - TM - Manuela Goller · 05 - HV - Doris Fitschen · 03 - HV - Birgitt Austermühl · 02 - HV - Jutta Nardenbach · 13 - HV - Sandra Minnert · 08 - TV - Bettina Wiegmann · 10 - TV - Silvia Neid · 07 - TV - Martina Voss · 16 - TV - Pia Wunderlich ra 65' · 09 - TĐ - Heidi Mohr · 11 - TĐ - Patricia Brocker ra 53' Thay người: · 15 - TĐ - Birgit Prinz vào 53' 87' · 04 - HV - Kerstin Stegemann vào 65' Dự bị không dùng: · 06 - TV - Dagmar Pohlmann · 12 - TM - Katja Kraus · 16 - TV - Renate Lingor Người ghi bàn: · 1–0 Bettina Wiegmann (5') · 2–1 Tomei Yumi (29', pln) · 3–2 Heidi Mohr (52') | Hiệp 1: 2–2 Giải đấu: Thế vận hội (Vòng bảng) Ngày: Chủ nhật 21/7/1996 Bắt đầu lúc: 1.30 giờ chiều Địa điểm: Legion Field, Birmingham Khán giả: 44211 Trọng tài: Sonia Denoncourt Trợ lý trọng tài: Gitte Holm Janice Gettemeyer Trọng tài thứ tư: Ingrid Jonsson Luật lệ: 90 phút Được đăng ký 5 dự bị Tối đa 3 lần thay người | Huấn luyện viên: Tamotsu Suzuki Đội hình: · 01 - TM - Ozawa Junko · 02 - HV - Tomei Yumi · 03 - HV - Yamaki Rie · 04 - HV - Haneta Maki 12' · 05 - HV - Obe Yumi · 06 - HV - Nishina Kae 71' · 07 - TV - Sawa Homare · 08 - TV - Takakura Asako · 09 - TV - Kioka Futaba · 10 - TĐ - Noda Akemi · 12 - TĐ - Uchiyama Tamaki ra 73' Thay người: · 11 - TV - Handa Etsuko vào 73' Dự bị không dùng: · 13 - TV - Otake Nami · 14 - TV - Kadohara Kaoru · 15 - TĐ - Izumi Miyuki · 16 - TM - Onodera Shiho Người ghi bàn: · 1–1 Kioka Futaba (18') · 2–2 Noda Akemi (33') |

#### Na Uy v Đức
| Na Uy | 3 — 2 (tỉ số cuối cùng sau 90 phút) | Đức |
| Huấn luyện viên: Even Pellerud Đội hình: · 01 - TM - Bente Nordby · 13 - HV - Tina Svensson ra 76' · 04 - HV - Nina Nymark Andersen · 03 - HV - Gro Espeseth · 05 - HV - Merete Myklebust · 06 - TV - Hege Riise · 02 - TV - Agnete Carlsen · 07 - TV - Anne Nymark Andersen · 09 - TĐ - Marianne Pettersen ra 65' · 10 - TĐ - Linda Medalen · 16 - TĐ - Ann Kristin Aarønes 47' Thay người: · 15 - TV - Trine Tangeraas vào 65' · 14 - TV - Tone Haugen vào 76' Dự bị không dùng: · 11 - TĐ - Brit Sandaune · 12 - TM - Reidun Seth · 17 - TV - Tone Gunn Frustøl Người ghi bàn: · 1–0 Ann Kristin Aarønes (5') · 2–1 Linda Medalen (34') · 3–2 Hege Riise (65') | Hiệp 1: 2–1 Giải đấu: Thế vận hội (Vòng bảng) Ngày: Thứ ba Bắt đầu lúc: 6 giờ rưỡi chiều Địa điểm: Sân vận động RFK, Washington, D.C. Khán giả: 28000 Trọng tài: Edward Lennie Trợ lý trọng tài: Jorge Arango Yuri Dupanov Trọng tài thứ tư: Antônio Pereira Luật lệ: 90 phút Được đăng ký 5 dự bị Tối đa 3 lần thay người | Huấn luyện viên: Gero Bisanz Đội hình: 01 - TM - Manuela Goller 05 - HV - Doris Fitschen 02 - HV - Jutta Nardenbach 03 - HV - Birgitt Austermühl 13 - HV - Sandra Minnert 16 - TV - Pia Wunderlich ra 54' 10 - TV - Silvia Neid ra 76' 08 - TV - Bettina Wiegmann 07 - TV - Martina Voss 11 - TĐ - Patricia Brocker ra 52' 09 - TĐ - Heidi Mohr Thay người: 15 - TĐ - Birgit Prinz vào 52' 04 - HV - Kerstin Stegemann vào 54' 16 - TV - Renate Lingor vào 76' Dự bị không dùng: 06 - TV - Dagmar Pohlmann 12 - TM - Katja Kraus Người ghi bàn: 1–1 Bettina Wiegmann (32') 2–2 Birgit Prinz (62') |

#### Brasil v Nhật Bản
| Brasil | 2 — 0 (tỉ số cuối cùng sau 90 phút) | Nhật Bản |
| Huấn luyện viên: José Duarte Đội hình: · 12 - TM - Didi · 02 - HV - Nenê · 06 - HV - Elane · 16 - HV - Sônia ra 36' 25' · 04 - TV - Fanta · 05 - TV - Márcia Taffarel · 08 - TV - Formiga · 10 - TV - Sissi · 07 - TĐ - Pretinha · 11 - TĐ - Roseli · 14 - TĐ - Tânia Maranhão Thay người: · 19 - TV - Kátia Cilene vào 36' Dự bị không dùng: · 01 - TM - Meg · 03 - HV - Suzy · 09 - TĐ - Michael Jackson · 13 - HV - Marisa Người ghi bàn: · 1-0 Kátia Cilene (68') · 2-0 Pretinha (78') | Hiệp 1: 0-0 Giải đấu: Thế vận hội (Vòng bảng) Ngày: Thứ ba 23/7/1996 Bắt đầu lúc: 4.30 giờ chiều Địa điểm: Legion Field, Birmingham Khán giả: 26111 Trọng tài: Ingrid Jonsson Trợ lý trọng tài: Janice Gettemeyer Gitte Holm Trọng tài thứ tư: Sonia Denoncourt Luật lệ: 90 phút Được đăng ký 5 dự bị Tối đa 3 lần thay người | Huấn luyện viên: Tamotsu Suzuki Đội hình: 01 - TM - Ozawa Junko 02 - HV - Tomei Yumi 03 - HV - Yamaki Rie 04 - HV - Haneta Maki 05 - HV - Obe Yumi 06 - HV - Nishina Kae 07 - TV - Sawa Homare 08 - TV - Takakura Asako ra 72' 09 - TV - Kioka Futaba 10 - TĐ - Noda Akemi 12 - TĐ - Uchiyama Tamaki Thay người: 13 - TV - Otake Nami vào 72' Dự bị không dùng: 11 - TV - Handa Etsuko 14 - TV - Kadohara Kaoru 15 - TĐ - Izumi Miyuki 16 - TM - Onodera Shiho Người ghi bàn: - |

#### Na Uy v Nhật Bản
| Na Uy | 4 — 0 (tỉ số cuối cùng sau 90 phút) | Nhật Bản |
| Huấn luyện viên: Even Pellerud Đội hình: 01 - TM - Bente Nordby 13 - HV - Tina Svensson 04 - HV - Nina Nymark Andersen 03 - HV - Gro Espeseth ra 77' 05 - HV - Merete Myklebust 06 - TV - Hege Riise ra 70' 02 - TV - Agnete Carlsen 07 - TV - Anne Nymark Andersen 09 - TĐ - Marianne Pettersen 10 - TĐ - Linda Medalen ra 61' 16 - TĐ - Ann Kristin Aarønes Thay người: 15 - TV - Trine Tangeraas vào 61' 11 - TĐ - Brit Sandaune vào 70' 14 - TV - Tone Haugen vào 77' Dự bị không dùng: 12 - TM - Reidun Seth 17 - TV - Tone Gunn Frustøl Người ghi bàn: 1-0 Marianne Pettersen (25') 2-0 Linda Medalen (60') 3-0 Trine Tangeraas (74') 4-0 Marianne Pettersen (86') | Hiệp 1: 1-0 Giải đấu: Thế vận hội (Vòng bảng) Ngày: Thứ năm 25/7/1996 Bắt đầu lúc: 6 giờ rưỡi chiều Địa điểm: Sân vận động RFK, Washington, D.C. Khán giả: 30237 Trọng tài: Omer Al Mehannah Trợ lý trọng tài: Mohamed Al-Musawi Lencie Fred Trọng tài thứ tư: Edward Lennie Luật lệ: 90 phút Được đăng ký 5 dự bị Tối đa 3 lần thay người | Huấn luyện viên: Tamotsu Suzuki Đội hình: 16 - TM - Onodera Shiho 02 - HV - Tomei Yumi 03 - HV - Yamaki Rie 04 - HV - Haneta Maki 05 - HV - Obe Yumi ra 78' 06 - HV - Nishina Kae 07 - TV - Sawa Homare 08 - TV - Takakura Asako 09 - TV - Kioka Futaba 10 - TĐ - Noda Akemi 12 - TĐ - Uchiyama Tamaki ra 81' Thay người: 14 - TV - Kadohara Kaoru vào 78' 15 - TĐ - Izumi Miyuki vào 81' Dự bị không dùng: 01 - TM - Ozawa Junko 11 - TV - Handa Etsuko 13 - TV - Otake Nami Người ghi bàn: - |

#### Brasil v Đức
| Brasil | 1 — 1 (tỉ số cuối cùng sau 90 phút) | Đức |
| Huấn luyện viên: José Duarte Đội hình: · 01 - TM - Meg · 02 - HV - Nenê · 05 - HV - Márcia Taffarel · 06 - HV - Elane · 04 - TV - Fanta 90' · 08 - TV - Formiga · 10 - TV - Sissi · 19 - TV - Kátia Cilene ra 85' · 07 - TĐ - Pretinha · 11 - TĐ - Roseli · 14 - TĐ - Tânia Maranhão 70' Thay người: · 16 - HV - Sônia vào 85' Dự bị không dùng: · 03 - HV - Suzy · 09 - TĐ - Michael Jackson · 12 - TM - Didi · 13 - HV - Marisa Người ghi bàn: · 1-1 Sissi (53') | Hiệp 1: 0-1 Giải đấu: Thế vận hội (Vòng bảng) Ngày: Thứ năm 25/7/1996 Bắt đầu lúc: 6 giờ rưỡi chiều Địa điểm: Legion Field, Birmingham Khán giả: 28319 Trọng tài: Sonia Denoncourt Trợ lý trọng tài: Gitte Holm Janice Gettemeyer Trọng tài thứ tư: Pirom Un-Prasert Luật lệ: 90 phút Được đăng ký 5 dự bị Tối đa 3 lần thay người | Huấn luyện viên: Gero Bisanz Đội hình: · 01 - TM - Manuela Goller · 05 - HV - Doris Fitschen · 02 - HV - Jutta Nardenbach ra 46' · 03 - HV - Birgitt Austermühl 58' · 13 - HV - Sandra Minnert · 16 - TV - Pia Wunderlich · 10 - TV - Silvia Neid ra 68' · 08 - TV - Bettina Wiegmann · 07 - TV - Martina Voss · 11 - TĐ - Patricia Brocker ra 42' · 09 - TĐ - Heidi Mohr Thay người: · 15 - TĐ - Birgit Prinz vào 42' · 04 - HV - Kerstin Stegemann vào 46' · 06 - TV - Dagmar Pohlmann vào 68' Dự bị không dùng: · 12 - TM - Katja Kraus · 16 - TV - Renate Lingor Người ghi bàn: · 0-1 Pia Wunderlich (4') |

## Vòng đấu loại trực tiếp
|  | Bán kết                      | Bán kết |                    |   | Chung kết | Chung kết |
|  |                              |         |                    |   |           |           |
|  | 28 tháng 7 - Athens, Georgia |         |                    |   |           |           |
|  |                              |         |                    |   |           |           |
|  | Trung Quốc                   | 3       |                    |   |           |           |
|  | Trung Quốc                   | 3       | 1 tháng 8 - Athens |   |           |           |
|  | Brasil                       | 2       |                    |   |           |           |
|  | Brasil                       | 2       | Trung Quốc         | 1 |           |           |
|  | 28 tháng 7 - Athens, Georgia |         | Trung Quốc         | 1 |           |           |
|  |                              | Hoa Kỳ  | 2                  |   |           |           |
|  | Na Uy                        | Hoa Kỳ  | 2                  | 1 |           |           |
|  | Na Uy                        |         |                    | 1 |           |           |
|  | Hoa Kỳ (s.h.p.)              | 2       |                    |   |           |           |
|  | Hoa Kỳ (s.h.p.)              | 2       | Tranh hạng ba      |   |           |           |
|  |                              |         |                    |   |           |           |
|  | 1 tháng 8 - Athens           |         |                    |   |           |           |
|  |                              |         |                    |   |           |           |
|  | Brasil                       | 0       |                    |   |           |           |
|  | Brasil                       | 0       |                    |   |           |           |
|  | Na Uy                        | 2       |                    |   |           |           |

### Bán kết

#### Trung Quốc v Brasil
| Trung Quốc | 3 — 2 (tỉ số cuối cùng sau 90 phút) | Brasil |
| Huấn luyện viên: Mã Nguyên An Đội hình: · 16 - TM - Cao Hồng · 02 - HV - Vương Lệ Bình · 03 - HV - Phạm Vận Kiệt · 05 - HV - Tạ Huệ Lâm · 12 - HV - Ôn Lợi Dung 61' · 06 - TV - Triệu Lợi Hồng · 09 - TV - Tôn Văn · 10 - TV - Lưu Ái Linh · 15 - TV - Thi Quế Hồng ra 55' · 08 - TĐ - Thủy Khánh Hà ra 70' · 11 - TĐ - Tôn Khánh Mai Thay người: · 07 - TĐ - Vi Hải Anh vào 55' · 04 - HV - Vu Hồng Kỳ vào 70' Dự bị không dùng: · 01 - TM - Chung Hồng Liên · 13 - TV - Lưu Anh · 14 - TV - Trần Ngọc Phong Người ghi bàn: · 1-0 Tôn Khánh Mai (5') · 2-2 Vi Hải Anh (83') · 3-2 Vi Hải Anh (90') | Hiệp 1: 1–0 Giải đấu: Thế vận hội (Bán kết) Ngày: Chủ nhật 28 tháng 7 năm 1996 Giờ: 3 giờ chiều Địa điểm: Sân vận động Sanford, Athens Số khán giả: 64196 Trọng tài: Ingrid Jonsson Trợ lý trọng tài: Nelly Viennot María Rodríguez Trọng tài thứ tư: Bente Skogvang Luật lệ: 90 phút chính thức 30 phút hiệp phụ nếu tỉ số hòa Có áp dụng luật bàn thắng vàng Luân lưu 11m nếu tỉ số vẫn hòa Được đăng ký năm cầu thủ dự bị Tối đa 3 lần thay người | Huấn luyện viên: José Duarte Đội hình: · 01 - TM - Meg · 02 - HV - Nenê · 05 - HV - Márcia Taffarel · 06 - HV - Elane · 04 - TV - Fanta · 08 - TV - Formiga · 10 - TV - Sissi · 19 - TV - Kátia Cilene ra 46' · 07 - TĐ - Pretinha · 11 - TĐ - Roseli · 14 - TĐ - Tânia Maranhão 36' 43' Thay người: · 03 - HV - Suzy vào 46' Dự bị không dùng: · 09 - TĐ - Michael Jackson · 12 - TM - Didi · 13 - HV - Marisa · 16 - HV - Sônia Người ghi bàn: · 1-1 Roseli (67') · 1-2 Pretinha (72') |

#### Na Uy v Hoa Kỳ
| Na Uy | 1 — 2 (tỉ số cuối cùng sau 100 phút) | Hoa Kỳ |
| Huấn luyện viên: Even Pellerud Đội hình: · 01 - TM - Bente Nordby · 13 - HV - Tina Svensson ra 71' · 04 - HV - Nina Nymark Andersen · 03 - HV - Gro Espeseth 77' · 05 - HV - Merete Myklebust · 06 - TV - Hege Riise · 02 - TV - Agnete Carlsen 54' 71' · 07 - TV - Anne Nymark Andersen · 09 - TĐ - Marianne Pettersen · 10 - TĐ - Linda Medalen · 16 - TĐ - Ann Kristin Aarønes Thay người: · 15 - TV - Trine Tangeraas vào 71' Dự bị không dùng: · 11 - TĐ - Brit Sandaune · 12 - TM - Reidun Seth · 14 - TV - Tone Haugen · 17 - TV - Tone Gunn Frustøl Người ghi bàn: · 1-0 Linda Medalen (18') | Hiệp 1: 1–0 Sau 90 phút: 1–1 Giải đấu: Thế vận hội (Bán kết) Ngày: Chủ nhật 28 tháng 7 năm 1996 Giờ: 5 giờ 30 chiều Địa điểm: Sân vận động Sanford, Athens Số khán giả: 64196 Trọng tài: Sonia Denoncourt Trợ lý trọng tài: Jorge Arango Gitte Holm Trọng tài thứ tư: José García Aranda Luật lệ: 90 phút chính thức 30 phút hiệp phụ nếu tỉ số hòa Có áp dụng luật bàn thắng vàng Luân lưu 11m nếu tỉ số vẫn hòa Được đăng ký năm cầu thủ dự bị Tối đa 3 lần thay người | Huấn luyện viên: Tony DiCicco Đội hình: 01 - TM - Briana Scurry 06 - HV - Brandi Chastain 04 - HV - Carla Overbeck 14 - HV - Joy Fawcett 13 - TV - Kristine Lilly 11 - TV - Julie Foudy 15 - TV - Tisha Venturini 05 - TV - Tiffany Roberts 09 - TĐ - Mia Hamm 10 - TĐ - Michelle Akers 16 - TĐ - Tiffeny Milbrett ra 96' Thay người: 08 - TV - Shannon MacMillan vào 96' Dự bị không dùng: 02 - TM - Mary Harvey 03 - TĐ - Cindy Parlow 07 - HV - Staci Wilson 12 - TĐ - Carin Gabarra Người ghi bàn: 1-1 Michelle Akers (76', p.đ) 1-2 Shannon MacMillan (100', b.t.v) |

### Trận tranh huy chương đồng

#### Brasil v Na Uy
| Brasil | 0 — 2 (tỉ số cuối cùng sau 90 phút) | Na Uy |
| Huấn luyện viên: José Duarte Đội hình: 01 - TM - Meg 03 - HV - Suzy 06 - HV - Elane 13 - HV - Marisa 16 - HV - Sônia ra 70' 04 - TV - Fanta 05 - TV - Márcia Taffarel ra 46' 08 - TV - Formiga 10 - TV - Sissi ra 86' 07 - TĐ - Pretinha 11 - TĐ - Roseli Thay người: 19 - TV - Kátia Cilene vào 46' 09 - TĐ - Michael Jackson vào 70' 02 - HV - Nenê vào 86' Dự bị không dùng: 12 - TM - Didi ? Người ghi bàn: | Hiệp 1: 0-2 Giải đấu: Thế vận hội (Trận tranh huy chương đồng) Ngày: Thứ ba 1 tháng 8 năm 1996 Giờ: 6 giờ chiều Địa điểm: Sân vận động Sanford, Athens Số khán giả: 76489 Trọng tài: Ingrid Jonsson Trợ lý trọng tài: Gitte Holm Carlos Velázquez Trọng tài thứ tư: Pirom Un-prasert Luật lệ: 90 phút chính thức 30 phút hiệp phụ nếu tỉ số hòa Có áp dụng luật bàn thắng vàng Luân lưu 11m nếu tỉ số vẫn hòa Được đăng ký năm cầu thủ dự bị Tối đa 3 lần thay người | Huấn luyện viên: Even Pellerud Đội hình: · 01 - TM - Bente Nordby · 11 - HV - Brit Sandaune · 04 - HV - Nina Nymark Andersen ra 46' · 03 - HV - Gro Espeseth 67' · 05 - HV - Merete Myklebust · 06 - TV - Hege Riise · 15 - TV - Trine Tangeraas ra 89' · 07 - TV - Anne Nymark Andersen · 09 - TV - Marianne Pettersen ra 89' · 16 - TĐ - Ann Kristin Aarønes · 10 - TĐ - Linda Medalen Thay người: · 13 - HV - Tina Svensson vào 46' · 14 - TV - Tone Haugen vào 89' · 17 - TV - Tone Gunn Frustøl vào 89' Dự bị không dùng: · 12 - TM - Reidun Seth · ? Người ghi bàn: · 0-1 Ann Kristin Aarønes (21') · 0-2 Ann Kristin Aarønes (25') |

### Trận tranh huy chương vàng

#### Trung Quốc v Hoa Kỳ
| Trung Quốc | 1 — 2 (tỉ số cuối cùng sau 90 phút) | Hoa Kỳ |
| Huấn luyện viên: Mã Nguyên An Đội hình: · 16 - TM - Cao Hồng · 02 - HV - Vương Lệ Bình ra 86' · 03 - HV - Phạm Vận Kiệt · 05 - HV - Tạ Huệ Lâm 7' · 06 - TV - Triệu Lợi Hồng · 09 - TV - Tôn Văn · 10 - TV - Lưu Ái Linh · 13 - TV - Lưu Anh · 15 - TV - Thi Quế Hồng ra 69' · 08 - TĐ - Thủy Khánh Hà · 11 - TĐ - Tôn Khánh Mai Thay người: · 07 - TĐ - Vi Hải Anh vào 69' · 04 - HV - Vu Hồng Kỳ vào 86' Dự bị không dùng: · 01 - TM - Chung Hồng Liên · 14 - TV - Trần Ngọc Phong · ? Người ghi bàn: · 1-1 Tôn Văn (32') | Hiệp 1: 1-1 Giải đấu: Thế vận hội (Trận tranh huy chương vàng) Ngày: Thứ ba 1 tháng 8 năm 1996 Giờ: 8.30 giờ chiều Địa điểm: Sân vận động Sanford, Athens Số khán giả: 76489 Trọng tài: Bente Skogvang Trợ lý trọng tài: Nelly Viennot María Rodríguez Trọng tài thứ tư: Sonia Denoncourt Luật lệ: 90 phút chính thức 30 phút hiệp phụ nếu tỉ số hòa Có áp dụng luật bàn thắng vàng Luân lưu 11m nếu tỉ số vẫn hòa Được đăng ký năm cầu thủ dự bị Tối đa 3 lần thay người | Huấn luyện viên: Tony DiCicco Đội hình: · 01 - TM - Briana Scurry 40' · 06 - HV - Brandi Chastain · 04 - HV - Carla Overbeck · 14 - HV - Joy Fawcett · 13 - TV - Kristine Lilly 15' · 11 - TV - Julie Foudy · 15 - TV - Tisha Venturini · 08 - TV - Shannon MacMillan · 09 - TĐ - Mia Hamm ra 89' · 10 - TĐ - Michelle Akers · 16 - TĐ - Tiffeny Milbrett ra 71' 33' Thay người: · 05 - TV - Tiffany Roberts vào 71' · 12 - TĐ - Carin Gabarra vào 89' Dự bị không dùng: · 02 - TM - Mary Harvey · 03 - TĐ - Cindy Parlow · 07 - HV - Staci Wilson Người ghi bàn: · 0-1 Shannon MacMillan (19') · 1-2 Tiffeny Milbrett (68') |

## Người ghi bàn
4 bàn
- Pretinha
- Ann Kristin Aarønes
- Linda Medalen

3 bàn
- Shannon MacMillan
- Tôn Khánh Mai

2 bàn
| - Bettina Wiegmann - Marianne Pettersen - Tiffeny Milbrett | - Tisha Venturini - Malin Swedberg | - Thi Quế Hồng - Vi Hải Anh |

1 bàn
| - Kátia Cilene - Roseli - Sissi - Helle Jensen - Lene Madsen - Birgit Prinz - Heidi Mohr | - Pia Wunderlich - Michelle Akers - Mia Hamm - Hege Riise - Trine Tangeraas - Kioka Futaba | - Noda Akemi - Lena Videkull - Lưu Ái Linh - Phạm Vận Kiệt - Tôn Văn - Triệu Lợi Hồng |

Phản lưới nhà
- Tomei Yumi (gặp Đức)
- Carla Overbeck (gặp Thụy Điển)

## Xếp hạng
| Hạng | Đội tuyển        | Tr | T | H | B | BT | BB | HS | Đ  |
| ---- | ---------------- | -- | - | - | - | -- | -- | -- | -- |
| 1    | Hoa Kỳ (USA)     | 5  | 4 | 1 | 0 | 9  | 3  | +6 | 13 |
| 2    | Trung Quốc (CHN) | 5  | 3 | 1 | 1 | 11 | 5  | +6 | 10 |
| 3    | Na Uy (NOR)      | 5  | 3 | 1 | 1 | 12 | 6  | +6 | 10 |
| 4    | Brasil (BRA)     | 5  | 1 | 2 | 2 | 7  | 8  | –1 | 5  |
| 5    | Đức (GER)        | 3  | 1 | 1 | 1 | 6  | 6  | 0  | 4  |
| 6    | Thụy Điển (SWE)  | 3  | 1 | 0 | 2 | 4  | 5  | –1 | 3  |
| 7    | Nhật Bản (JPN)   | 3  | 0 | 0 | 3 | 2  | 9  | –7 | 0  |
| 8    | Đan Mạch (DEN)   | 3  | 0 | 0 | 3 | 2  | 11 | –9 | 0  |